# Enteromonas hominis
Enteromonas hominis es un protozoo flagelado perteneciente al orden Diplomonadida que parasita el tracto digestivo de humanos y otros mamíferos.

## Características generales
- Presentar un tamaño inferior a 10 μm.
- Carecen de ciertos orgánulos como son las mitocondrias y el aparato de Golgi.
- Únicamente tiene un hospedador (monoxeno), es cosmopolita y tiene dos formas de vida en su ciclo vital:
  - Trofozoíto: presenta un tamaño de 10 μm de longitud y una morfología piriforme. Posee un único núcleo y 4 flagelos, 3 anteriores con una función de motilidad y uno recurrente, más largo, asociado al citostoma, zona especializada a través de la cual obtiene el alimento. El trofozoito es la forma vegetativa que se alimenta y se reproduce.
  - Quiste: presenta un tamaño de 10 μm de longitud y una morfología ovalada. Posee 4 núcleos que se disponen por parejas en ambos polos de la célula. El quiste es la forma vegetativa infectante y de resistencia.
- Alimentación por fagocitosis y pinocitosis del contenido intestinal a través de la superficie dorsal.
- Reproducción por división binaria longitudinal. No presentan reproducción sexual.

## Ciclo vital e infección
Enteromonas hominis vive en forma de trofozoito en la luz del intestino delgado. Cuando comienza el enquistamiento pierde los flagelos, adquiere una morfología ovalada, se rodea de una pared quística y finalmente se produce una doble cariocinesis del núcleo, dando lugar a 4 núcleos, lo que le confiere al quiste el estado de madurez. Los quistes, expulsados junto a las heces, ya son infectantes. Cuando dichos quistes son ingeridos por un nuevo hospedador, llegan al duodeno, donde se disuelve la pared quística y dan lugar a nuevos trofozoitos, cerrando así su ciclo vital.

## Patogenicidad
Enteromonas hominis es considerado un parásito totalmente apatógeno, ya que no produce ningún tipo de sintomatología ni patología visible en el hospedador.

## Epidemiología
Enteromonas hominis infecta tanto al hombre como a monos, cerdos, conejos y ciertos roedores. Es cosmopolita, pero presenta una reducida prevalencia en el hombre, en torno al 0,2-0,8 %.